# Šej

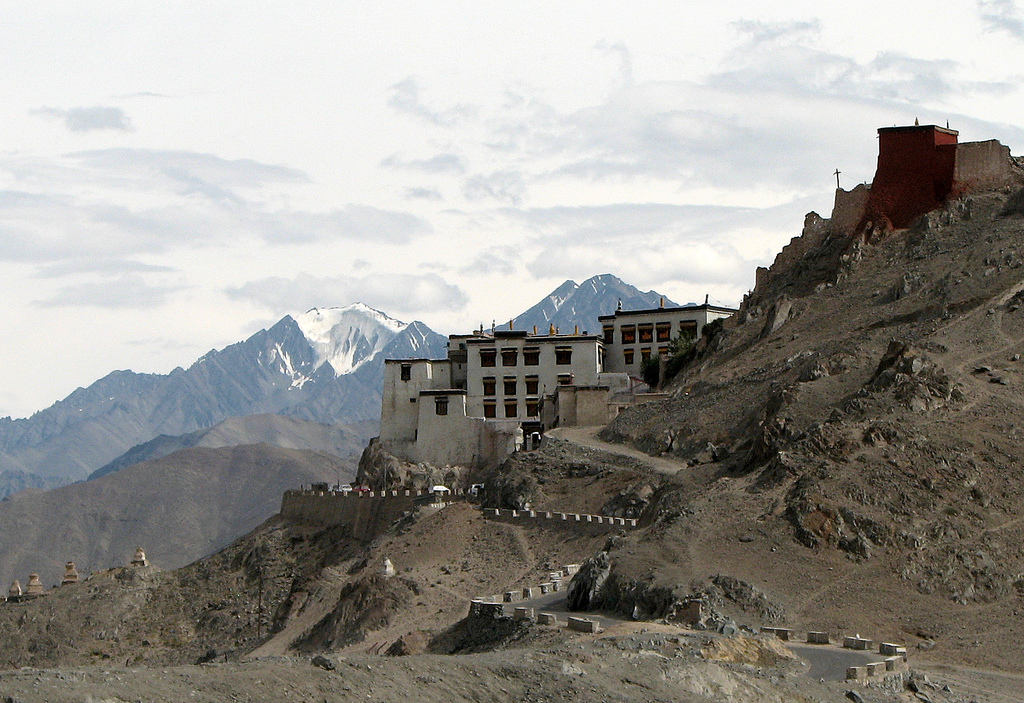
Gompa v Šeji

Šej je městečko v Ladaku, kde se nachází ruiny bývalého letního paláce ladackých králů. Nachází se asi 15 km od Léhu směrem na Hemis. Královský palác byl postaven před více než 550 lety ladackým králem Lhachenem Palgyigonem. V klášteře ve starém paláci se nachází největší zlatá socha Buddhy v Ladaku.
Ve městě se také nachází Druk White Lotus School, mezi jejíž patrony patří mimo jiné dalajláma či herec Richard Gere.